# گرانولوم
گرانولوم (به انگلیسی: Granuloma) توموری است که از جوانه‌های گوشتی ایجاد شود. گرانولوم یک نشانه التهابی است که در بسیاری از بیماری‌ها به دنبال تحریک مزمن دستگاه ایمنی یافت می‌شود و شامل تجمع سلول‌های ایمنی به‌ویژه ماکروفاژها است. گرانولوم‌ها می‌توانند در اندام‌های مختلف دیده شوند.

## بیماری‌ها
گرانولوم‌ها در بیماری‌های بسیاری مانند سل، جذام، سارکوئیدوز، شیستوزوما، کرون، آرتریت روماتوئید و … دیده می‌شود.

## گرانولوم یاخته عظیم
گرانولوم یاخته عظیم (giant cell granuloma) یا ژانت سل گرانولوما ضایعه‌ای واکنشی (رآکتیو) یا  غیرسرطانی (شبه تومورال) است که وقوع آن در دهان به فک‌ها و غشای مخاطی لثه محدود می‌شود. با وجود طبقه‌بندی این ضایعه به انواع محیطی و مرکزی هر دو گروه نمای بافت‌شناختی مشابهی دارند.